# Catch the Catch
Albums de C.C.Catch
Welcome To The Heartbreak Hotel
(1987)
Singles
Catch The Catch est le premier album de la chanteuse allemande d'Eurodance C.C.Catch sorti le 28 avril 1986.

## Titres
1. 'Cause You Are Young
2. I Can Lose My Heart Tonight
3. You Shot A Hole In My Soul
4. One Night's Not Enough
5. Strangers By Night
6. Stay
7. Jump In My Car
8. You Can Be My Lucky Star Tonight